# Centre (àlgebra)
La paraula centre s'usa en diversos contexts d'àlgebra abstracta per a denotar el conjunt dels elements que commuten, respecte a una certa operació, amb tots els altres.
Sovint es representa amb la lletra Z, de l'alemany Zentrum ("centre"). Més concretament:
- Un magma és un conjunt M dotat d'una operació interna {\displaystyle \star }. El centre d'un magma M és el conjunt Z(M) dels elements de M que commuten amb tots, és a dir, el conjunt dels x{\displaystyle \in }M tals que, per a tot y{\displaystyle \in }M, x{\displaystyle \star }y = y{\displaystyle \star }x. Si el magma és associatiu llavors Z(M) és una part estable per l'operació.[2]
- En particular, el centre d'un grup G està format pels elements x de G tals que xy = yx per a tot y de G. És un subgrup normal commutatiu de G.[3]
- El centre d'un anell A és el subconjunt format pels x de A tals que xa = ax per a tot a de A.[4] És un subanell commutatiu de A, i A és una àlgebra sobre el seu centre. En particular, el centre d'un cos no commutatiu és un sub-cos commutatiu.
- El centre d'una àlgebra associativa A és el conjunt dels elements x de A tals que xa = ax per a tot a de A. És una subàlgebra commutativa de A.[5]
- El centre d'una àlgebra de Lie {\displaystyle {\mathfrak {g}}} és el conjunt {\displaystyle {\mathfrak {z}}({\mathfrak {g}})} format pels x de {\displaystyle {\mathfrak {g}}} tals que [x,y] = 0 per a tot y de {\displaystyle {\mathfrak {g}}}. És un ideal commutatiu de {\displaystyle {\mathfrak {g}}}.[6]